# Zulia laevigata
Zulia laevigata är en insektsart som först beskrevs av Victor Lallemand 1924.  Zulia laevigata ingår i släktet Zulia och familjen spottstritar. Inga underarter finns listade i Catalogue of Life.